# Freistunde im Amsterdamer Waisenhaus
Freistunde im Amsterdamer Waisenhaus ist ein 1881–1882 entstandenes Gemälde des Berliner Malers Max Liebermann. Es zeigt eine Szene im Innenhof des Bürgerwaisenhauses in der Kalverstraat in Amsterdam. Der Stil des in Öl auf Leinwand gemalten Werkes ist realistisch mit impressionistischen Tendenzen. Es gehört zur Sammlung des Städel-Museums in Frankfurt am Main.

## Entstehung
Liebermann arbeitete häufig in den Niederlanden. Im Sommer 1876 hielt er sich in Haarlem auf, wo er mit seinem Freund, dem Radierer William Unger aus Wien, Werke von Frans Hals studierte. Von Haarlem aus reiste er auch häufig nach Amsterdam, wo er mit Unger durch die Stadt streifte. Dabei begeisterte ihn das bunte Treiben der Mädchen im sonnenbeschienen Hof des Bürgerwaisenhauses in der Kalverstraat. Nach vielen Bemühungen erhielt er unter Vermittlung von Unger die Erlaubnis, dort zu malen. Malerkollegen wie Jan Veth waren überrascht, ihn in einem Innenhof inmitten der Mädchen en plein air malen zu sehen, was damals noch sehr ungewöhnlich war. Im Juli entstanden so verschiedene Studien aus dem Innenhof sowie dem Speisesaal des Waisenhauses.
Das hier besprochene Gemälde entstand dann einige Jahre später, im Winter 1881/82, in Liebermanns Atelier in München. Liebermanns Gemälde Altmännerhaus in Amsterdam (1880, siehe unten) und andere hatten im Pariser Salon Aufmerksamkeit erregt, besonders seine Behandlung des Sonnenlichtes wurde gelobt. Mit dem Gemälde Pause im Amsterdamer Waisenhaus setzte er die Skizzen und Eindrücke seines Amsterdamer Lieblingsthemas, des Waisenhauses, in einer ähnlichen Lichtstimmung in ein zusammenhängendes Werk um.

## Beschreibung
Das Bild zeigt eine Szene im Innenhof des Waisenhauses. Die Bewohnerinnen des Waisenhauses sind mit Nähen und Spielen beschäftigt. Eine Backsteinwand des Innenhofes bildet die perspektivische Diagonale des Bildes. Im Vordergrund, auf der rechten Bildhälfte, sitzt eine lose Gruppe von acht Mädchen auf Bänken entlang der Wand und auf dem Boden im Schatten und näht weiße Stoffe. Auffällig sind die Kleider der Waisen, die aus einer roten rechten und einer schwarzen linken Hälfte zusammengesetzt sind. Im sonnigeren Hintergrund nähen einige Mädchen, andere spielen fangen. Unter einer nur skizzierten Gaslaterne im Mittelgrund bedient ein Mädchen einen Brunnen. Am linken Bildrand sind zwei dem Betrachter zugewandte Mädchen und eine Gruppe von drei größeren Mädchen im Gespräch begriffen. Die linke obere Ecke des Bildes wird von hellgrün belaubten Zweigen eines Laubbaumes eingenommen. Der Boden des Innenhofes ist unbefestigt, aber von Ziegeln eingefasst, und wird von herabgefallenen, gelb-grünen Blättern und einer Gruppe von Sperlingen belebt.
Liebermanns Frühwerk war stark im Realismus verwurzelt, doch da er plein air malte und Farben und Licht große Aufmerksamkeit schenkte, wurde er bald zu den Impressionisten gezählt. Die Freistunde im Amsterdamer Waisenhaus ist ein hervorragendes Beispiel für diese Aspekte seines Werkes: Auffällig ist einerseits die komplementäre Farbenpalette aus dem Frühlingsgrün der Bäume und Topfpflanzen und dem Rot der Ziegelmauern und der Kleider der Mädchen, andererseits seine besondere Aufmerksamkeit für Lichteffekte, die sich in den Flecken des durch die Zweige fallenden Lichtes und der Gegenüberstellung von schattigem Vordergrund und sonnigem Hintergrund ausdrückt.

## Provenienz
Liebermann stellte das Gemälde 1882 im Pariser Salon aus, wo es vom Pariser Sänger Jean-Baptiste Faure gekauft wurde. Es kam später an den Kunsthändler Paul Durand-Ruel und wurde 1899 an Paul Cassirer in Berlin verkauft. Im Jahr 1900 wurde das Gemälde kurz nach dessen Gründung vom Städelschen Museumsverein gekauft.
Im Zweiten Weltkrieg wurde das Gemälde 1945 nach Amorbach ausgelagert, wo es verloren ging. Die Rückerwerbung durch den Städelverein erfolgte 1964.

## Galerie

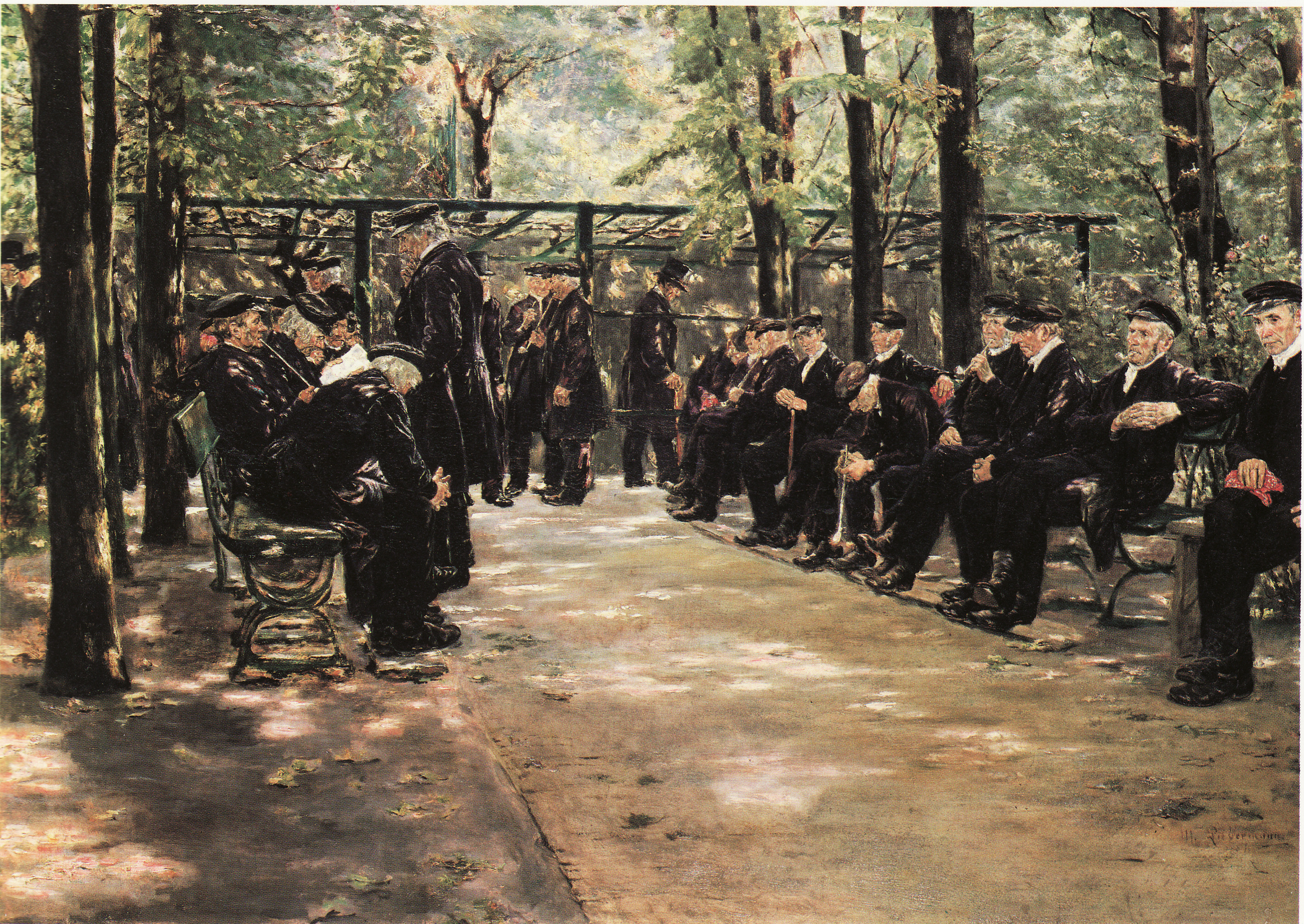
Altmännerhaus in Amsterdam, 1880, Frühere Arbeit mit Sonnenflecken
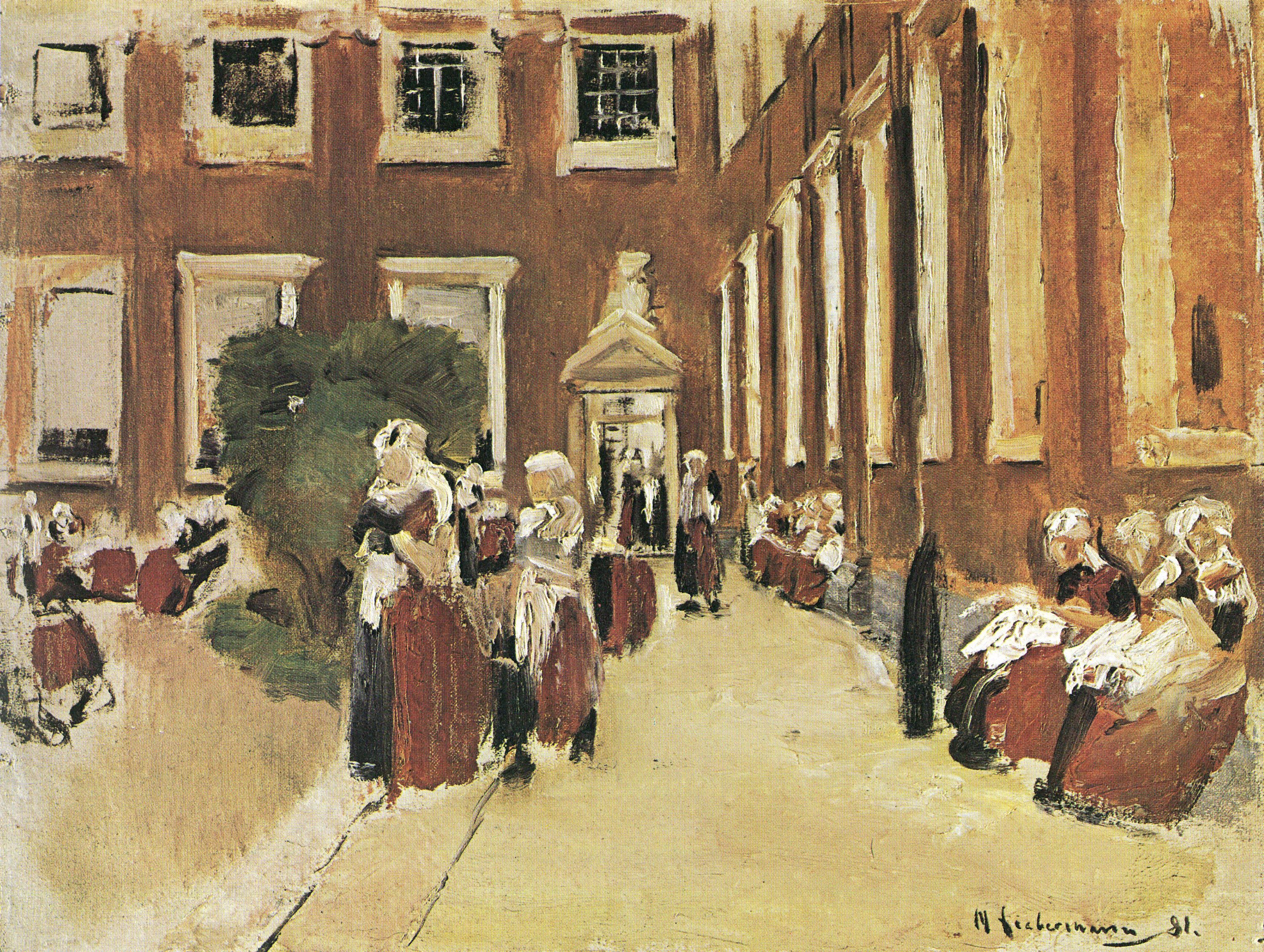
Freistunde im Amsterdamer Waisenhaus, Studie, 1876
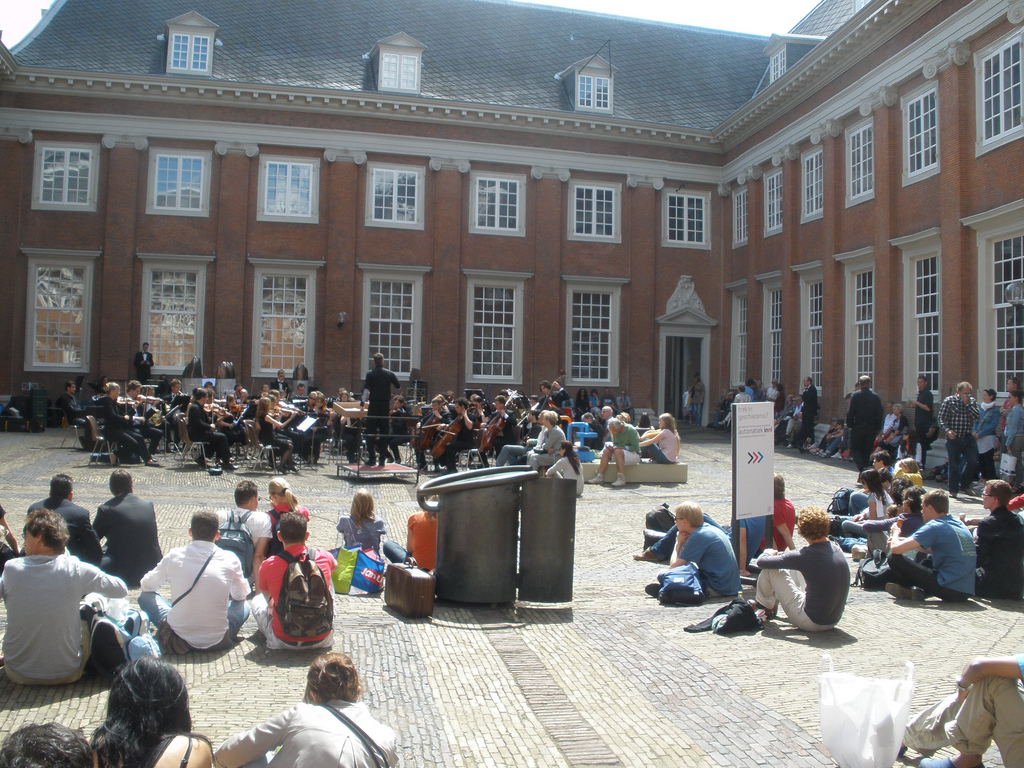
Aktuelle Ansicht des Innenhofes des Waisenhauses, das heute das Amsterdam Museum beherbergt.